# Joan Soler Julià
Joan Soler Julià, né en 1883 à Barcelone et mort en 1944 dans la même ville, est un médecin espagnol qui a dirigé l'Hôpital de Sant Pau à Barcelone. Il préside la commission de gestion du FC Barcelone entre 1939 et 1940.

## Biographie
Entre le 6 mai 1939 et le 12 mars 1940, Joan Soler préside la commission de gestion du FC Barcelone à la fin de la Guerre d'Espagne durant les mois d'épuration des éléments indésirables du club au régime franquiste.
Joan Soler, qui avait été vice-président du Barça entre juillet 1934 et août 1936 sous les présidences d'Esteve Sala et de Josep Sunyol, dirige la reprise de l'activité du club dans la Barcelone sous occupation militaire, en attendant la désignation d'un nouveau comité directeur par le nouveau régime.